# Haabersti
Haabersti is een van de acht stadsdistricten (Estisch: linnaosad) van Tallinn, de hoofdstad van Estland. Haabersti grenst aan de stadsdistricten Põhja-Tallinn, Kristiine, Mustamäe en Nõmme, aan de gemeente Harku, aan de Baai van Kakumäe en aan de Baai van Kopli, die allebei deel uitmaken van de Baai van Tallinn, op zijn beurt weer een onderdeel van de Finse Golf.
Haabersti is 22,24 km² groot en telde 47.980 inwoners op 1 januari 2022. De bevolkingsdichtheid is dus ongeveer 2.157/km².
Het stadsdistrict is onderverdeeld in twaalf subdistricten of wijken (Estisch: asumid): Astangu, Haabersti, Kakumäe, Mäeküla, Mustjõe, Õismäe, Pikaliiva, Rocca al Mare, Tiskre, Väike-Õismäe, Veskimetsa en Vismeistri. De bevolking is zeer ongelijk verdeeld over de wijken: Väike-Õismäe, een wijk met karakteristieke Sovjetflats, telt meer dan 27.000 inwoners (meer dan de helft van de inwoners van het district woont hier), de wijk Rocca al Mare met het Ests openluchtmuseum heeft geen inwoners.

## Bevolking

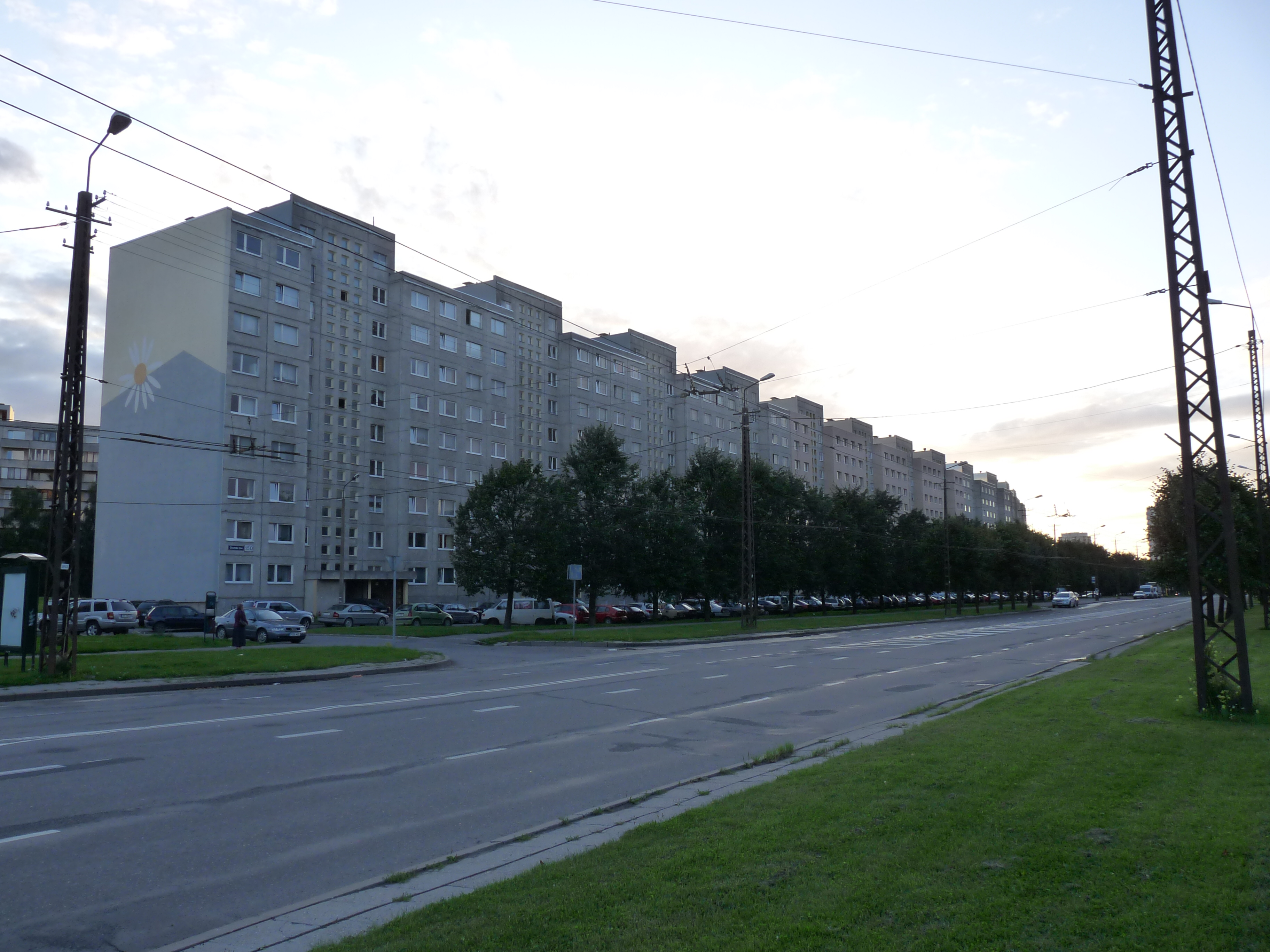
Flatgebouw aan de Õismäe tee in Väike-Õismäe

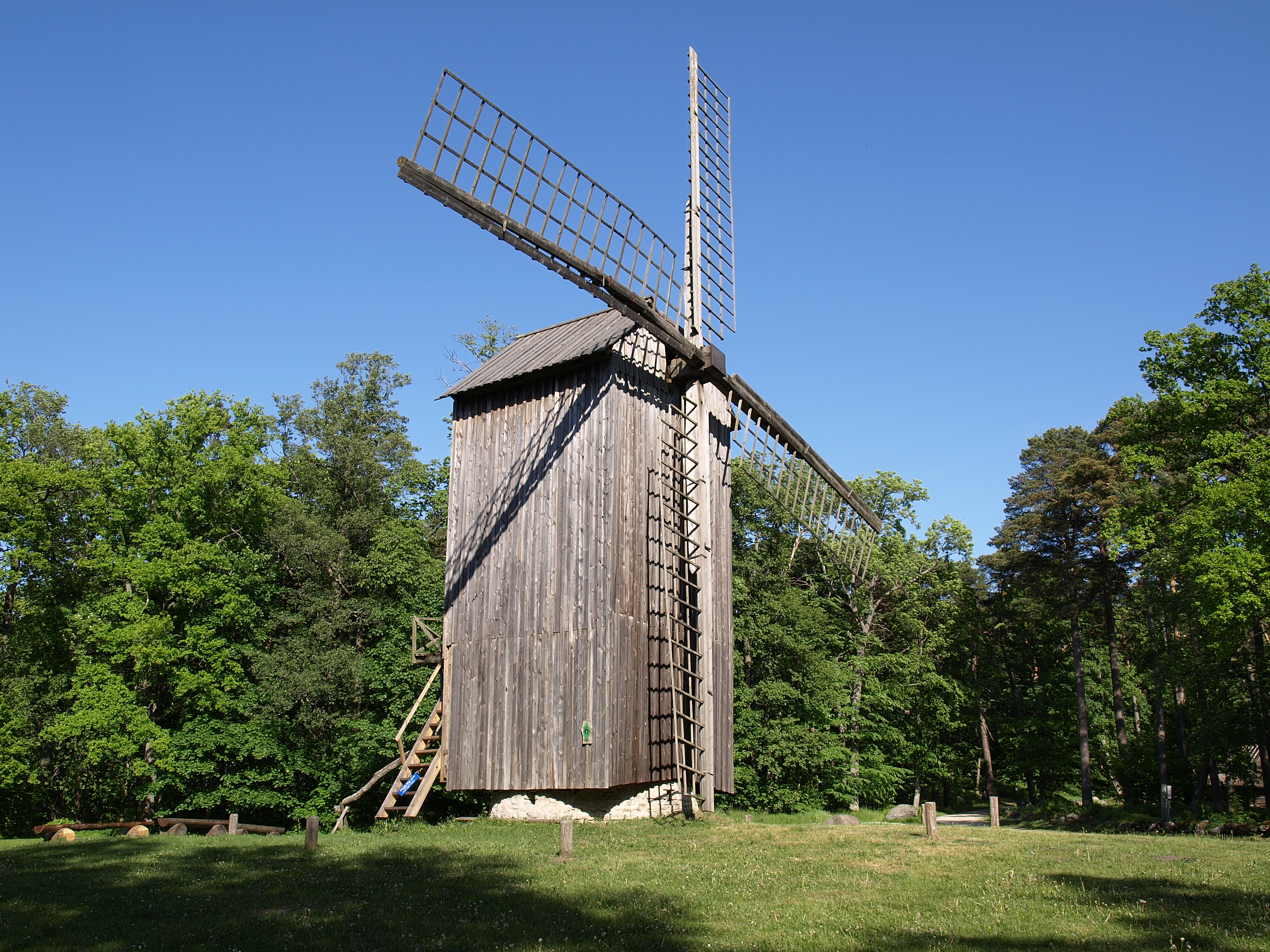
Windmolen in het Ests openluchtmuseum

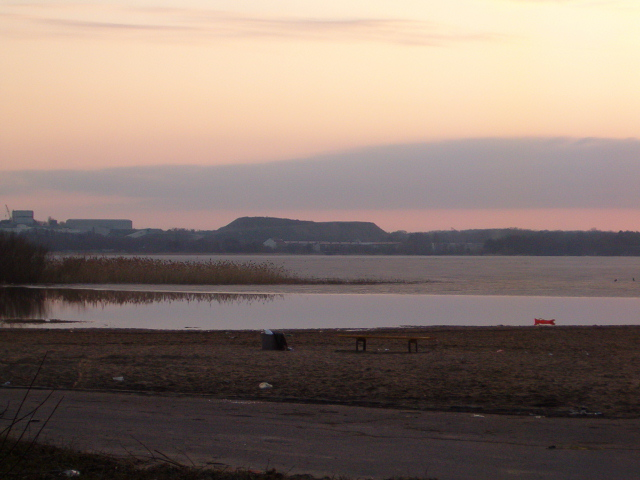
Het Harkumeer

Van de bevolking van Haabersti is 48,8% Estischtalig, 41,9% Russischtalig, 3,8% Oekraïenstalig en 1,9% spreekt Wit-Russisch. Nationaliteit is in Estland iets anders dan taal: 80,1% heeft de Estische nationaliteit, 7,9% is stateloos, 8,2% heeft de Russische en 1,3% de Oekraïense nationaliteit (cijfers van januari 2020).

## Geschiedenis
De wijken Kakumäe, Tiskre en Vismeistri kwamen pas in 1975 bij Tallinn. Voor die tijd waren het zelfstandige dorpen. Õismäe werd in 1958 voor de helft bij Tallinn gevoegd. In 1975 volgde de andere helft.
De rest van Haabersti was traditioneel een gebied waar de inwoners van Tallinn zich gingen verpozen. Vooral het Harkumeer was populair bij vissers. Pas in de jaren zeventig en tachtig van de 20e eeuw lieten de toenmalige Sovjetautoriteiten in de wijk Väike-Õismäe en op kleinere schaal ook in Astangu flats neerzetten volgens het Plattenbau-principe. Väike-Õismäe werd daarmee een van de slaapsteden van Tallinn, naast Mustamäe en Lasnamäe.
De stadsdistricten Põhja-Tallinn en Haabersti waren tussen 1950 en 1990 één district met de naam Kalinindistrict. In 1990, toen Estland afkoerste op herstel van de onafhankelijkheid, werd het district herdoopt in Põhja-Tallinn (‘Noord-Tallinn’). In 1993 werd Haabersti afgesplitst van Põhja-Tallinn.

## Voorzieningen
Het Ests openluchtmuseum ligt in de wijk Rocca al Mare. Er zijn gebouwen uit alle delen van Estland te bekijken.
Rocca al Mare is ook de naam van het grootste winkelcentrum van Tallinn, met een oppervlakte van 54.000 m². Het ligt echter in de wijk Haabersti. Daar ligt ook de Saku Suurhall, een evenementenhal en in zijn soort de grootste van heel Estland. Hier vinden concerten, sportmanifestaties, beurzen en tentoonstellingen plaats.
Het schiereiland, tevens wijk, Kakumäe heeft populaire stranden. Het Harkumeer, dat in de wijk Pikaliiva ligt, is geliefd bij vissers en watersporters.
De wijken Mäeküla en Veskimetsa zijn natuurgebieden. In Veskimetsa bevindt zich ook de dierentuin van Tallinn.

## Vervoer
De wijk Väike-Õismäe is door twee trolleylijnen verbonden met het centrum van Tallinn. Lijn 6 gaat naar het warenhuis Kaubamaja in de wijk Südalinn en lijn 7 naar het  Baltische Station.
Daarnaast heeft het district Haabersti een aantal buslijnen, die doorgaans ook beginnen in Väike-Õismäe.